# Dolan Ellis
Francis Dolan Ellis (né le 1er mars 1935 au Kansas) est le crooner officiel ("Balladeer") de l'État d'Arizona depuis 1966, nommé par dix gouverneurs consécutifs.

## Biographie
Le gouverneur Sam Goddard fut le premier à lui donner ce titre. Depuis, d'autres crooners officiels ont été nommés dans d'autres États.
En tant que crooner officiel, Dolan Ellis a écrit plus de 300 chansons et s'est produit dans tout le Kansas et dans la plupart des États des USA, ainsi que dans une vingtaine de pays étrangers. En tant que musicien, Ellis est connu pour sa guitare à 12 cordes, sa voix de baryton, ses paroles et ses réarrangements d'autres chansons. Il est spécialisé dans les chansons d'Arizona et du sud-ouest Américain, mais revient souvent à ses racines de musicien de jazz. Dolan Ellis a été l'un des premiers à utiliser des photographies grand format pour illustrer ses chansons. [réf. nécessaire]
Il fut l'un des membres originels de The New Christy Minstrels. Il a enregistré avec eux leurs cinq premiers albums dont plusieurs sont disques d'or. Il a gagné avec eux le Grammy 1963 du Meilleur Groupe. Il s'est également produit avec eux lors d'importants concerts, et ils firent des apparitions régulières pendant toute une saison (1962-1963) de l'émission nationale Andy Williams Show. [réf. nécessaire]
En 1996, Dolan Ellis fonde l'Arizona Folklore Preserve, située dans le Ramsey Canyon au sein des montagnes Huachuca. Hébergée par l'Université de l'Arizona du Sud, cette structure accueille des artistes la plupart des week-ends et voit se produire Dolan Ellis lui-même tous les mois.
En 2014, Dolan Ellis apparaît dans le documentaire Wall of Dreamers.